# Viktor Fiala
Viktor Fiala (* 21. Oktober 1855 in Tschernowitz, Bukowina; † 28. August 1921 in Perchtoldsdorf, Niederösterreich) war ein österreichischer Architekt und Stadtbaumeister.

## Leben
Viktor Fiala wurde als Sohn des Baumeisters Anton Fiala in Tschernowitz geboren. Nachdem er dort die Oberrealschule absolviert hatte, studierte Fiala von 1872 bis 1877 an der Technischen Hochschule in Wien. 1886 machte er die Baumeisterprüfung und erhielt die Konzession zum Stadtbaumeister in Wien. 1892 ging er mit seinem Schwager Oskar Laske Senior und mit Eugen Essenther eine Arbeitsgemeinschaft ein. 1902 gründete er mit Laske eine gemeinsame Firma in der Kasernengasse 24 (heute Otto-Bauer-Gasse) in Wien 6, die 1910 in eine OHG umgewandelt wurde und deren Geschäftsführer Fiala war. 1910 kam auch eine Filiale in Berndorf dazu. Bereits um 1901 war auch der Sohn Oskar Laske in die Baufirma eingetreten. Nach dem Tod von Oskar Laske Senior 1911 führte Fiala die Firma unter demselben Namen weiter, obwohl Laske Junior sich in dieser Zeit bereits immer mehr der Malerei zuwandte. Nach dem Tode Fialas 1921 gab er die Architektur ganz auf.

## Werk
Da die drei Architekten Viktor Fiala, Oskar Laske Senior und Oskar Laske Junior sehr eng zusammenarbeiteten, ist die spezielle Leistung Fialas schwer einzugrenzen. Man nimmt aber an, dass Fiala eher für die praktische Bauumsetzung zuständig war, während die Laskes die künstlerische Gestaltung übernahmen. Bei den Wohn- und Villenbauten standen historistische Formen im Vordergrund. Mit dem Eintritt des jüngeren Laske wurden auch secessionistische Elemente verwendet. Die Fabrikgebäude wurden in der damals üblichen Sichtziegelbauweise ausgeführt.

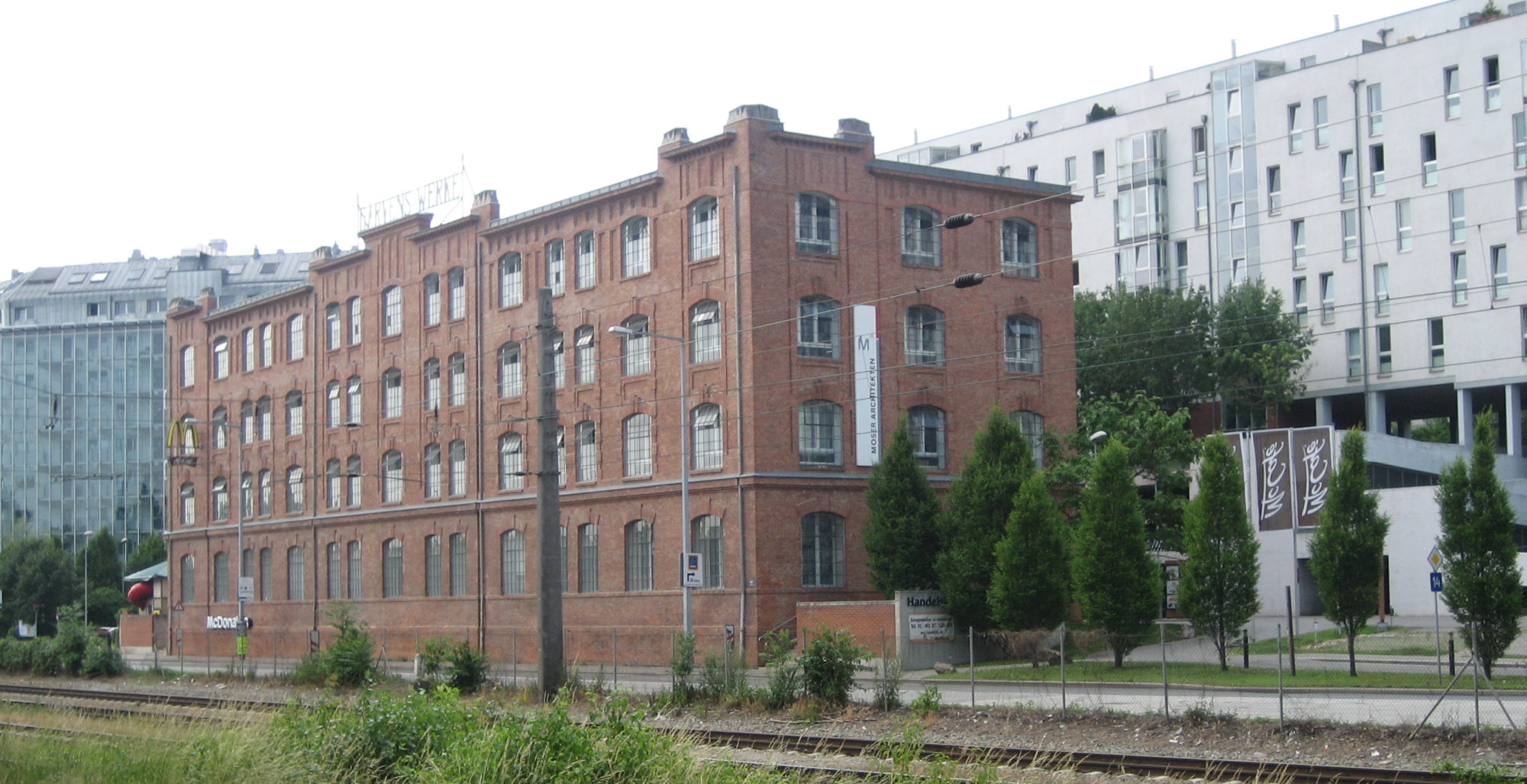
Handelskai 130, Wien 2 (1896)

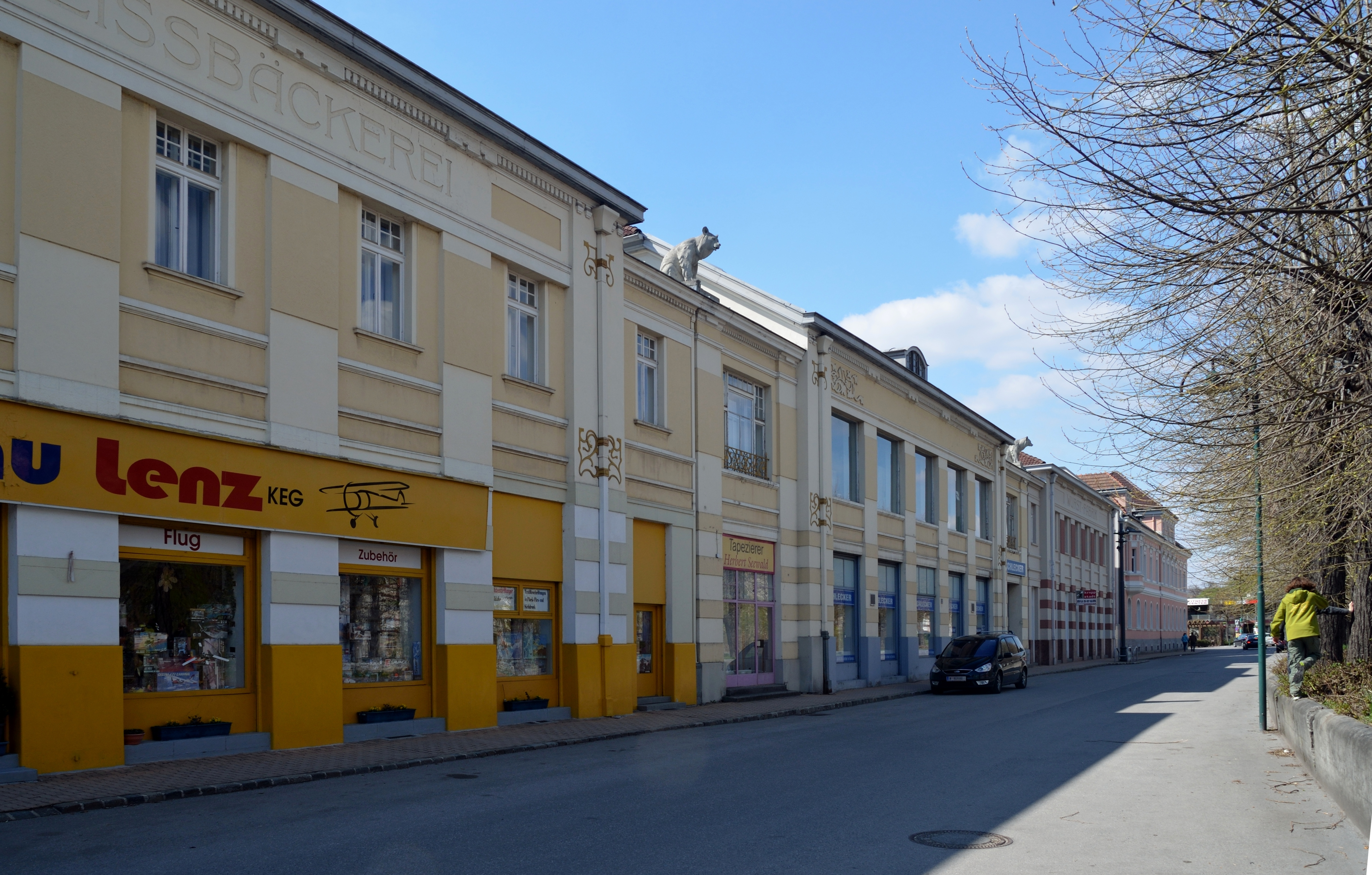
Berndorfer Konsumanstalt, Bäckerei, Wurstfabrik (1904–1908)

- Miethaus, Fuhrmannsgasse 3, Wien 8 (1876)
- Miethaus, Maria-Treu-Gasse 5, Wien 8 (1886)
- Wohnhaus, Felix-Mottl-Straße 11, Wien 19 (1893), einziges bekanntes Werk von Fiala alleine
- Erste Wiener Mörtelfabrik, Handelskai 130, Wien 2 (1896) mit Oskar Laske Senior, heute Garvens-Werke
- Kaiser-Franz-Joseph-Jubiläums-Theater, Kislingerplatz 6, Berndorf (1897–1898) Entwurf Fellner und Helmer, Ausführung Laske Fiala
- Miethaus, Lerchenfelder Straße 139, Wien 7 (1902)
- Mietvilla, Pokornygasse 12, Wien 19 (1902–1903)
- Miethaus, Graf-Starhemberg-Gasse 29, Wien 4 (1904–1905), zusammen mit Oskar Laske Junior
- Konsumanstalt, Wurstfabrik, Bäckerei der Berndorfer Metallwarenfabrik, Bahnhofstraße 6, Berndorf (1904–1908) mit Oskar Laske Senior oder Junior
- Villa, Promenadegasse 9, Wien 17 (1905)
- Villa, Ing.-Eugen-Essenther-Straße 8, Berndorf (1906)
- Erste österreichisch-ungarische Fabrik für elektrische Beleuchtung Kraftübertragung, Gudrunstraße 187, Wien 10 (1907) Zubau der Werkhalle in der Fernkorngasse, mit Oskar Laske Senior, heute Österreichische Brown-Boveri-Werke
- Villa, Roseggerstraße 14, Berndorf (1908)
- Miethaus, Antonigasse 32, Wien 18 (1909)
- Villa, Weimarer Straße 65, Wien 18 (1911)
- Miethaus, Währinger Straße 115, Wien 18 (1912), zusammen mit Oskar Laske Junior
- Villa des Erzherzogs Otto von Habsburg-Lothringen, Anton-Frank-Gasse 20, Wien 18 (1913), Zubauten
- Wohnhaus, Nauseagasse, Wien 16 (1914)